# Palaeagapetus kyushuensis
Palaeagapetus kyushuensis är en nattsländeart som beskrevs av Ito, Kuhara in Ito, Utsunomiya och Kuhara 1997. Palaeagapetus kyushuensis ingår i släktet Palaeagapetus och familjen smånattsländor. Inga underarter finns listade i Catalogue of Life.